# Zbór Kościoła Chrześcijan Baptystów w Zabrzu
Zbór Kościoła Chrześcijan Baptystów w Zabrzu – zbór Kościoła Chrześcijan Baptystów znajdujący się w Zabrzu, przy ulicy Zygmunta Augusta 5.